# Monochamus itzingeri
Monochamus itzingeri är en skalbaggsart som först beskrevs av Stefan von Breuning 1938.  Monochamus itzingeri ingår i släktet Monochamus och familjen långhorningar. Inga underarter finns listade i Catalogue of Life.